# Haggai Cohen-Milo

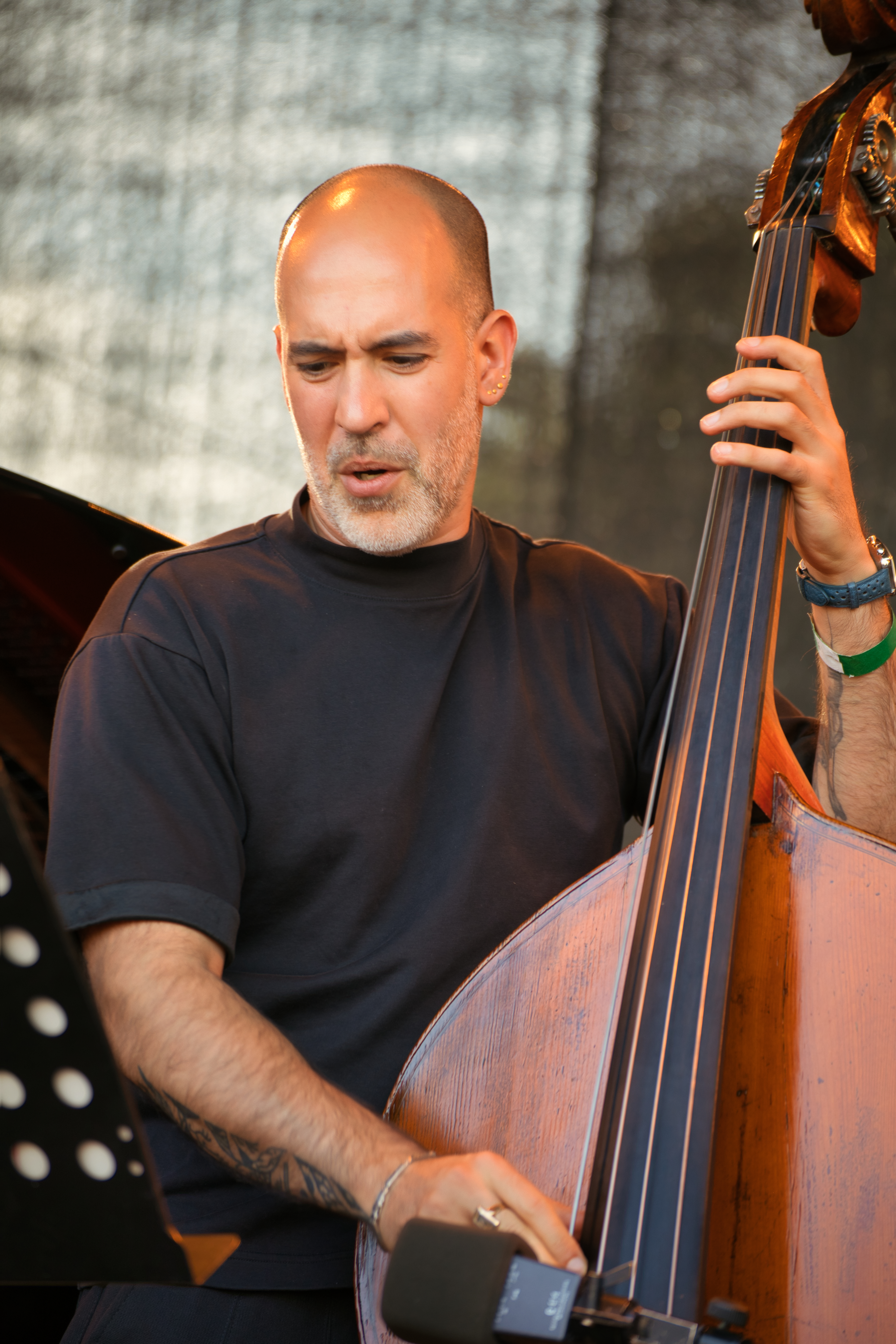
Haggai Cohen-Milo auf dem INNtöne Jazzfestival 2025

Haggai Cohen-Milo (hebräisch חגי כהן-מילו; * um 1984 in Israel) ist ein israelischer Jazzmusiker (Kontrabass, Komposition).

## Leben und Wirken
Cohen-Milo begann mit zwölf Jahren, mit seinen Freunden Musik zu machen. Er entschied sich für die Bassgitarre; mit 16 Jahren wechselte er zum Kontrabass. Mit 20 Jahren zog er zum Studium in die USA, um Berufsmusiker zu werden. Er studierte am New England Conservatory of Music in Boston bei Danilo Pérez, Bob Moses, Jamey Haddad und Jerry Bergonzi.
Bereits während des Studiums entstand mit Omer Klein das Album Duet (Fresh Sound 2007). Cohen-Milo zog dann nach Kalifornien, um ab 2011 in New York zu arbeiten. Mit seiner eigenen Band Secret Music Project gastierte er bei verschiedenen Festivals, etwa beim Aspen Music Festival und beim Getxo Jazz Festival in Spanien. Auch trat er in der Carnegie Hall in New York auf. 2014 wurde sein Debütalbum Penguin auf dem Label Tzadik veröffentlicht. 2017 zog er nach Berlin. Er gehört zum Trio von Omer Klein, mit dem er mehrere Alben aufnahm. Darüber hinaus bildete er mit Klein und Amir Bresler ein kollaboratives Trio, das 2023 das Album Life & Fire bei Warner veröffentlichte. Des Weiteren war er Mitglied im Evgeny Lebedev World Trio, dem Rotem Sivan Trio und im Alon Farber Hagiga Sextet. Ebenfalls ist er auf Alben von Johannes Berauer, Eran Har Even und Yael Nachshon Levin zu hören.
Seit mehr als zehn Jahren entwickelte Cohen-Milo in Zusammenarbeit mit Tänzern und Choreographen eine eigene Methode, die als Bindeglied zwischen Klang, Bewegung und Bildender Kunst in der Performancekunst wirkt. Auftritte, die nach der sogenannten Makespeak-Methode von Haggai Cohen-Milo inszeniert wurden, waren an verschiedenen Orten und Festivals in New York, San Francisco, Amsterdam, Zürich und Tel Aviv zu sehen. Mit Maria Grand und Ziv Ravitz spielt er im Quartet von Yaron Herman.
Cohen-Milo schrieb Werke für Theater und Tanz, darunter »Jephta’s Daughter« (2015) in Zusammenarbeit mit der Regisseurin und Choreographin Saar Magal für die Bayerische Staatsoper, »Savage« für Triskelion Arts, »Rubber Day« für das Ballet San Jose, und »Lost Time to Come« in Zusammenarbeit mit der Choreographin Margaux Marielle-Tréhouart.
Weiterhin komponierte er die Musik zu Fernando Sariñanas Film Intimate Enemies (2008) und Carlos González Sariñanas Film Spam (2009).

## Preise und Auszeichnungen
Cohen-Milo erhielt 2006 den großen Preis der Fish Middleton Jazz Soloist Competition in Washington und einen DownBeat Magazine Music Award.